# Хренов, Александр Сергеевич
Александр Сергеевич Хренов (1860, Санкт-Петербург — 13 января 1926, Вильжюиф) — архитектор, рисовальщик, художник-акварелист, декоратор, витражист периода модерна.

## Биография
Родился в семье землемера из села Ветошкино Сергея Антоновича Хренова (1822—1888). Брат — Михаил Хренов (1871—?) — художник-пейзажист.
Учился в Петербургской Академии художеств, которую окончил в 1884 году со званием классного художника 1-й степени с двумя золотыми и тремя серебряными медалями. С 1888 года был главным архитектором Исаакиевского собора, сменив М. Е. Месмахера. Преподавал в рисовальной школе Общества поощрения художеств. Член правления Общества русских акварелистов. Был учредителем Общества им. А. И. Куинджи (1909).

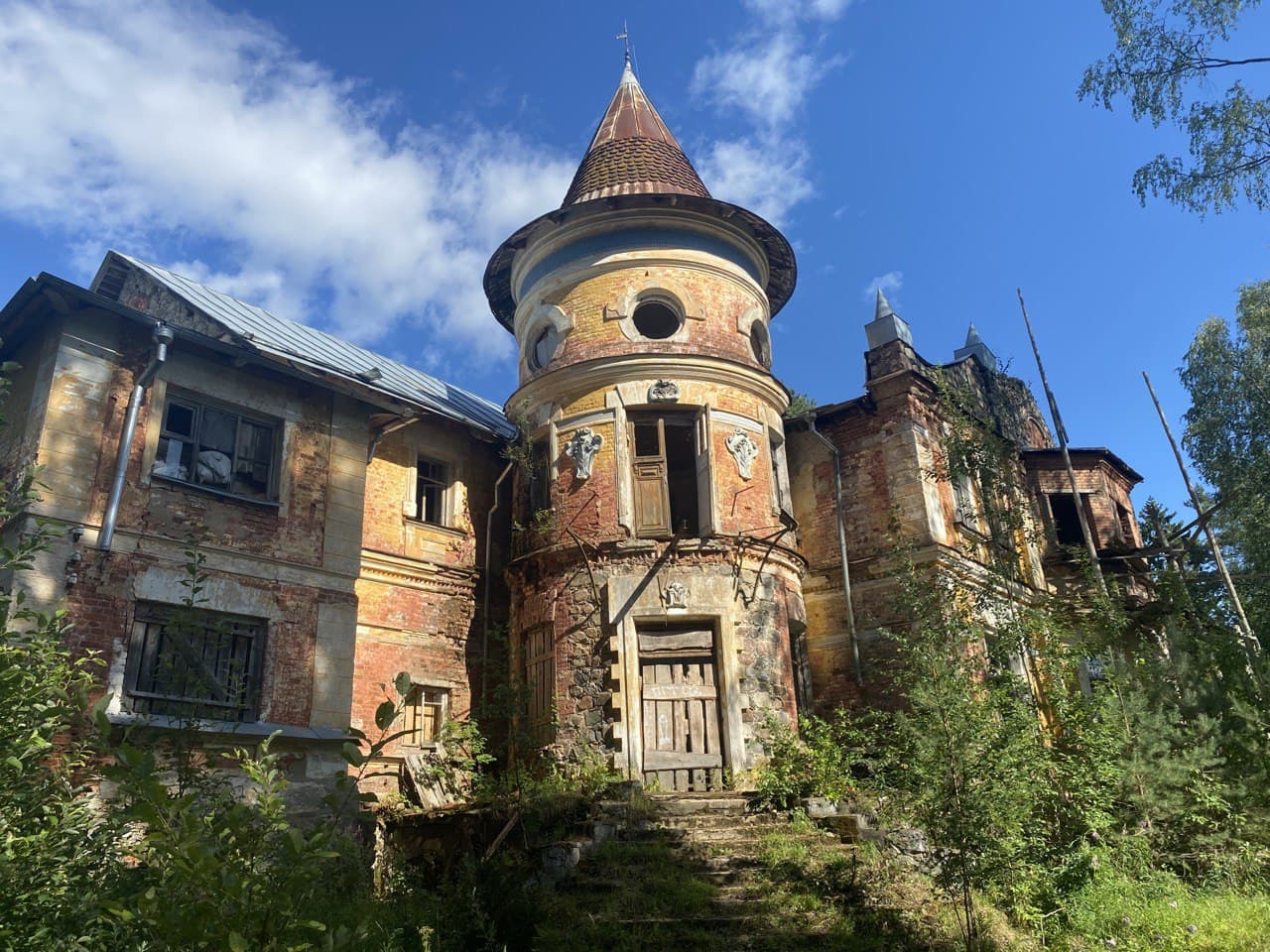
Усадьба Хренова в Заключье

Увлекался разведением лошадей, в своей усадьбе «Заключье» около 1904 года основал конный завод породистых рысистых лошадей и подписывался как «конезаводчик Хренов».
Построил или перестроил свыше 30 зданий в Санкт-Петербурге. Был хорошо знаком с Великим Князем Николаем Николаевичем (младшим), построил по его заказу дворец — последний, построенный для представителя семьи Романовых. По заказу Николая II выполнил серию акварелей «Царская охота». Действительный статский советник с 1914 года. Был награждён орденами Св. Станислава и Св. Владимира 3-й степени.
После революции оставался в Петрограде до 1918 года, затем с женой и сыном Борисом выбрался на Дальний Восток; провёл в июне 1919 года персональную выставку акварелей во Владивостоке. В конце 1919 года переехал в Харбин, оттуда — в Шанхай, где спроектировал несколько построек. Позже короткое время работал в Чикаго; в ноябре 1924 года его акварели были показаны в нью-йоркской галерее «Anderson». С 1925 года жил в Париже, в южном пригороде которого и умер в 1926 году. Похоронен на кладбище Кремлен-Бисетр.

## Семья
В феврале 1895 года у него родилась дочь Илария, которая была названа по имени матери, Иларии Фёдоровны.
Три сына — Дмитрий Александрович — белый офицер, управляющий Чукотским уездом во время Гражданской войны, исследователь Аляски, Сергей Александрович, погиб на фронте в 1917, Борис Александрович — художник.
Внук — известный американский столяр Джеймс Кренов (Дмитрий Дмитриевич Хренов) (1920—2009). Племянник — Иван Пальмов, архитектор. Потомки Хренова сейчас живут в Швеции и Америке.

## Постройки
В формах поздней эклектики:
- здание Общества взаимного кредита уездного земства (Итальянская ул., 8, перестройка 1893—1994)
- доходные дома на Кирочной ул., 9 (постройка) и 27 (перестройка) (1898)
- Фурштатская ул., 47 / Потёмкинская ул., 11 — доходный дом (1900)
- Невский пр., 140 / Дегтярная ул., д.№ 2 — доходный дом. (1901—1902).

В формах модерна:
Доходные дома с характерными массивными эркерами, полихромной облицовкой, декоративным металлом и витражами, оригинальными круглыми шахтами лифтов по адресам:
- Таврическая ул., 17 (1901—1902) и 5 (1908—1909) — доходные дома А. С. Хренова[8]
- ул. Восстания, 18 / Ковенский пер., 17 — доходный дом С. В. Муяки (1902—1903)
- ул. Рубинштейна, 4 — доходный дом П. К. Палкина (1904)
- 2-я Советская ул., д.№ 10б / 3-я Советская ул., д. № 9 — доходный дом Г. А. Бернштейна (1904—1905).

Симметричные дома:
- Доходные дома М. В. Вяземской (Московский пр., 4 и 6, 1910—1911) — возведены как «пропилеи» у начала нового проезда (не осуществлен). Позже в 1914 расширены со стороны внутриквартального проезда Погонкиным В. А.

В формах неоклассицизма:
- дворец великого князя Николая Николаевича (Младшего) (Петровская наб., 2, 1910—1913).

Хренов построил ряд собственных доходных домов, в том числе — дома 3, 5, 7 и 17 на Таврической ул.

### Другие постройки
- 18-я линия В. О., д. 9 — доходный дом. 1905—1906. Начат А. И. Тилинским.
- Английская наб., д. 22 — Замятин пер., д. 1 — особняк С. М. Толстого. Отделка фасада. 1885.
- Боровая ул., д. 66 — доходный дом. 1902—1903.
- Ул. Восстания, д. 1, левая часть — доходный дом Знаменской церкви. 1902—1903.
- Галерная ул., д. 73 — доходный дом. Надстройка. 1896.
- Итальянская ул., д. 8 — здание общества взаимного кредита уездного земства. Перестройка. 1893—1894.
- Каменноостровский пр., д.№ 22, правая часть / Б. Монетная ул., д.№ 11 — доходный дом. 1910—1912.
- Литейный пр., д. 46, два корпуса доходных домов Е. С. Гукасовой. 1908—1912.
- Ул. Ломоносова, д. 18 — доходный дом. 1894.
- Наб. Обводного кан., д. 17 — здание Духовной семинарии. Надстройка. 1901—1902.
- Невский пр., д. 47 / Владимирский пр., д. 1 — доходный дом П. К. Палкина. Надстройка. 1904—1906.
- Невский пр., д. 88, двор — доходный дом. 1910—1911.
- Невский пр., д. 102 — доходный дом. Надстройка. 1908.
- Невский пр., д. 118 / Лиговский пр., д. 12 — здание Северной гостиницы. Надстройка. 1900. (Перестроено).
- Невский пр., д. 176 — здание Исидоровского епархиального женского училища. Расширение. 1899—1900, 1913—1914.
- Ул. Некрасова, д. 37 / ул. Радищева, д. 20 — доходный дом. 1890-е.
- Петровская ул., д. 3 — доходный дом. 1909.
- Ул. Рубинштейна, д. 26 — доходный дом. Перестройка. 1906.
- 2-я Советская ул., д. 14 / Дегтярная ул., д. 4 — доходный дом. 1904.
- Таврическая ул., д. 3 — доходный дом. 1914.
- Таврическая ул., д. 5 — доходный дом. 1909.
- Таврическая ул., д. 7 — доходный дом. 1908—1909.
- Таврическая ул., д. 11 — доходный дом. 1909.
- Таврическая ул., д. 17 — доходный дом. 1902.
- Тверская ул., д. 5 / Калужский пер., д. 2 — особняк М. Ф. Тецнер (жены С. К. Тецнер) 1903—1904. (надстроен). Ныне в нём находится консульство Чехии.
- Чкаловский пр., д. 42 / ул. Ленина, д. 45 — доходный дом. 1906.

## Память
Мемориальные доски с указанием даты строительства и имени архитектора на домах, сооруженных А. С. Хреновым, есть по адресам:
1. ул. Восстания, 18/7
2. ул. Рубинштейна, 4.
3. ул. Таврическая, 7.